# Полицкая сельская община
Полицкая сельская община (укр. Полицька сільська громада) — территориальная община в Варашском районе Ровненской области Украины.
Административный центр — село Полицы.
Население составляет 5290 человек. Площадь — 177,9 км².
В соответствии с распоряжением Кабинета Министров Украины от 12 июня 2020 года, в состав общины вошла территория Балаховичского, Ромейковского и Полицкого сельских советов упразднённого Владимирецкого района.

## Населённые пункты
В состав общины входит 8 сёл:
- Полицы
  - Веретено
  - Иванчи
  - Сошники
- Балаховичский старостинский округ:
  - Балаховичи
  - Маюничи
  - Остров
- Ромейковский старостинский округ:
  - Ромейки